# Tony Bill
Gerard Anthony Bill, detto Tony (San Diego, 23 agosto 1940), è un attore, regista, produttore cinematografico e televisivo statunitense.

## Biografia
Dopo essersi laureato nel 1962 all'Università di Notre Dame in inglese e arte, decise di intraprendere la carriera di attore all'interno dell'industria cinematografica esordendo nel film Alle donne ci penso io (1963), al fianco di Frank Sinatra, con il quale lavorò successivamente nei film La tua pelle o la mia (1965) e Patto a tre (1965). Nello stesso periodo prese parte a diversi telefilm di ambientazione western. All'inizio degli anni settanta mise a frutto i guadagni ottenuti con il lavoro di attore, iniziando la carriera da produttore e fondando la casa di produzione cinematografica Barnstorm Films, con cui finanziò, tra gli altri, il film La stangata (1973), che l'anno successivo vinse il premio Oscar al miglior film.

## Filmografia

### Attore

#### Cinema
- Alle donne ci penso io (Come Blow Your Horn), regia di Bud Yorkin (1963)
- Soldato sotto la pioggia (Soldier in the Rain), regia di Ralph Nelson (1963)
- La tua pelle o la mia (None But the Brave), regia di Frank Sinatra (1965)
- Patto a tre (Marriage on the Rocks), regia di Jack Donohue (1965)
- Buttati Bernardo! (You're a Big Boy Now), regia di Francis Ford Coppola (1966)
- Slipstream, regia di Steven Spielberg – cortometraggio (1967)
- L'incredibile furto di Mr. Girasole (Never a Dull Moment), regia di Jerry Paris (1968)
- Base artica Zebra (Ice Station Zebra), regia di John Sturges (1968)
- Lanton Mills, regia di Terrence Malick (1969)
- Ardenne '44, un inferno (Castle Keep), regia di Sydney Pollack (1969)
- Sergente Flep indiano ribelle (Flap), regia di Carol Reed (1970)
- Shampoo, regia di Hal Ashby (1975)
- Las Vegas Lady, regia di Noel Nosseck (1975)
- The Little Dragons, regia di Curtis Hanson (1979)
- Heart Beat, regia di John Byrum (1980)
- Pee-wee's Big Adventure, regia di Tim Burton (1985)
- Al di là di tutti i limiti (Less Than Zero), regia di Marek Kanievska (1987)
- Una casa tutta per noi (A Home of Our Own) (1993)
- Barb Wire, regia di David Hogan (1996)
- Impulsi mortali (Lying in Wait), regia di D. Shone Kirkpatrick (2001)
- Partnerperfetto.com (Must Love Dogs), regia di Gary David Goldberg (2005)

#### Televisione
- Ben Casey – serie TV, episodio 4x14 (1965)
- Mr. Novak – serie TV, episodio 2x15 (1965)
- For the People – serie TV, Dangerous to the Public Peace and Safety (1965)
- Cavaliere solitario (The Loner) – serie TV, An Echo of Bugles (1965)
- Il dottor Kildare (Dr. Kildare) – serie TV, 6 episodi (1965)
- I giorni di Bryan (Run for Your Life) - serie TV, episodio 1x12 (1965)
- Il virginiano (The Virginian) – serie TV, episodio 4x19 (1966)
- BBC Play of the Month – serie TV, 2 episodi (1966)
- Play of the Month: Lee Oswald Assassin, regia di Rudolph Cartier – film TV (1966)
- Theatre 625 – serie TV, On the March to the Sea (1966)
- Bonanza – serie TV, The Oath (1966)
- Le spie (I Spy) – serie TV, episodio 2x15 (1966)
- I sentieri del west (The Road West) – serie TV, episodio 1x17 (1967)
- Polvere di stelle (Bob Hope Presents the Chrysler Theatre) – serie TV, Dead Wrong (1967)
- Organizzazione U.N.C.L.E. (The Man from U.N.C.L.E.) – serie TV, 2 episodi (1968)
- Insight – serie TV, A Thousand Red Flowers (1969)
- Bracken's World – serie TV, Love It or Leave It, Change It or Lose It (1970)
- Lo sceriffo del sud (Cade's County) – serie TV, 2 episodi (1972)
- Haunts of the Very Rich, regia di Paul Wendkos – film TV (1972)
- What Really Happened to the Class of '65? – serie TV, 14 episodi (1977–1978)
- Are You in the House Alone?, regia di Walter Grauman – film TV (1978)
- Portrait of an Escort, regia di Steven Hilliard Stern – film TV (1980)
- Freedom, regia di Joseph Sargent – film TV (1981)
- Washington Mistress, regia di Peter Levin – film TV (1982)
- A cuore aperto (St. Elsewhere) – serie TV, Down's Syndrome (1982)
- Vivere in fuga (Running Out), regia di Robert Day – film TV (1983)
- Hotel – serie TV, 1 episodio (1984)
- Alfred Hitchcock presenta (Alfred Hitchcock Presents) – serie TV, episodio 1x5 (1985)
- La signora in giallo (Murder, She Wrote) – serie TV, episodio 2x13 (1986)
- Agenzia luna blu (Moonlighting) – serie TV, 2 episodi (1987)
- CBS Summer Playhouse – serie TV, 1 episodio (1989)
- L'ombra dell'assassino (The Killing Mind), regia di Michael Ray Rhodes – film TV (1991)
- Dalla parte sbagliata (The Fixer), regia di Charles Robert Carner – film TV (1998)
- Naked City: Justice with a Bullet, regia di Jeff Freilich – film TV (1998)
- Law & Order - Il verdetto (Law & Order: Trial by Jury) – serie TV, episodio 1x1 (2005)
- Leverage - Consulenze illegali (Leverage) – serie TV, episodio 1x1 (2008)

### Regista

#### Cinema
- La mia guardia del corpo (My Bodyguard) (1980)
- Niki (Six Weeks) (1982)
- Dentro la grande mela (Five Corners) (1987)
- Pubblifollia - A New York qualcuno impazzisce (Crazy People) (1990)
- Qualcuno da amare (Untamed Heart) (1993)
- Una casa tutta per noi (A Home of Our Own) (1993)
- Giovani aquile (Flyboys) (2006)

#### Televisione
- Nel regno delle fiabe (Faerie Tale Theatre) (1984)
- Love Thy Neighbor (1984)
- Disneyland (1986)
- Dirty Dancing (1988)
- Nemici per la pelle o Vicini troppo vicini (Next Door) (1994)[2]
- One Christmas (1994)
- High Incident (1996)
- Beyond the Call (1996)
- The Visitor (1997)
- Oliver Twist (1997)
- Rescuers: Stories of Courage: Two Families (1998)
- To Have & to Hold (1998)
- A Chance of Snow (1998)
- Chicago Hope (1999)
- Harlan County War (2000)
- Gideon's Crossing (2000)
- Felicity (2000–2001)
- UC: Undercover (2001–2002)
- Demon Town (2002)
- Whitewash: colpevole fino a prova contraria (Whitewash: The Clarence Brandley Story) – film TV (2002)
- Detective Monk (Monk) (2004)
- Keen Eddie (2004)
- Hallmark Hall of Fame (2007)
- Leverage - Consulenze illegali (Leverage) – serie TV, episodio 1x09 (2009)

### Produttore

#### Cinema
- Deadhead Miles, regia di Vernon Zimmerman (1972)
- Una squillo per quattro svitati (Steelyard Blues), regia di Alan Myerson (1973)
- La stangata (The Sting), regia di George Roy Hill (1973)
- Pazzo pazzo West! (Hearts of the West), regia di Howard Zieff (1975)
- Balordi & Co. - Società per losche azioni capitale interamente rubato $ 1.000.000 (Harry and Walter Go to New York), regia di Mark Rydell (1976)
- Boulevard Nights, regia di Michael Pressman (1979)
- The Little Dragons, regia di Curtis Hanson (1979)
- Vivere alla grande (Going in Style), regia di Martin Brest (1979)
- Dentro la grande mela (Five Corners) (1987)
- Qualcuno da amare (Untamed Heart) (1993)
- Insospettabili sospetti (Going in Style), regia di Zach Braff (2017)

#### Televisione
- Disneyland (1986)
- Beyond the Call (1996)
- Dalla parte sbagliata (The Fixer) (1998)
- In the Time of the Butterflies (2001)
- Last Call (2002)

## Doppiatori italiani
Nelle versioni in italiano delle opere in cui ha recitato, Tony Bill è stato doppiato da:
- Teo Bellia ne La signora in giallo
- Maurizio Reti in Leverage - Consulenze illegali